# 馬文輝
馬文輝（ば ぶんき、英語: Ma Man-fai、イェール式広東語: Máh Màhn fāi、1905年 - 1994年）は香港の実業家、社会運動家。香港出身で、先施百貨（中国語: 先施百貨）の後継者として若い頃は英国でバイヤーとして働き、英国議会の議員など多くの政治家と知り合った。またオーストラリア、イギリス、フランスに滞在し、西洋の民主主義的な思想や制度に影響を受けた。香港に戻った後は政治改革を主張し、大胆かつ積極的なスタイルで本土自治派のリーダーとしての地位を確立した。国際連合香港協会（中国語: 聯合國香港協會）や香港民主自治党（中国語: 香港民主自治黨）など大小さまざまな政治団体や政党を創設したほか、市民の政治参加を推進し、弱者支援にも参与するなど、香港における民主化運動（中国語: 香港民主運動）の重要人物である。

## 生い立ち
馬文輝はオーストラリアの華人商人馬応彪の第四子として生まれた。馬応彪は孫文の革命運動を支援したことがあり、1900年には中環皇后大道中に華人資本として初となる百貨公司「先施」を創業した。先施は後には大新、中華、永安と並んで香港四大華資百貨と呼ばれるようになり、中国各地へと事業を展開した。
香港のジャーナリスト黎則奮によれば、馬文輝は「知識と才能豊かで、中文も英語も堪能であった」。ヨーロッパ文化に造詣が深く、香港における公共事業にも熱心で、香港大会堂（当時は香港の政治活動の中心地であった）の副主席、香港業務体育協進会および香港オリンピック委員会の副主席、香港芸術節委員会の秘書を歴任し、香港音楽協会、香港明愛事業協会などに参与した。

## 政治論壇へ
イギリス本国政府より自治の推進を命じられた香港総督マーク・ヤングは、1946年より政治制度改革案である「ヤング・プラン」を提唱し、香港人が「自分たちの家の主人」となり、自分たちの問題を管理する責任を持つ権利をどのように実現するかを検討した。馬文輝はこの「香港人による自治」プランの前後から、すでに香港の民主主義の発展に関心を抱いていた。第二次世界大戦後、イギリス植民地のほとんどが政治改革を行い、普通選挙で選ばれた地方政府を徐々に設立することで独立を達成したように、香港政庁もすでに1950年代に香港で何らかの普通選挙と自治を実施するつもりだったが、中国共産党の圧力によって阻止された。イギリス政府は中国共産党から政治改革を棚上げするよう圧力をかけられ、ヤングの後任の香港総督グランサムは1952年に政治改革を棚上げにした。これに対し、馬文輝は500の市民団体と手を組んでこの決定に反対し、香港人の自治の必要性に関する公開討論会にグランサムを招待したが、拒否された。
政治制度改革を支持する馬文輝は、大律師ブルック・バーナッキが1949年に結成した香港革新会に参加、政治改革推進に呼応した。革新会は1952年、復活した市政局の民選議席選挙に参加した。 これとは別に、香港華人革新協会も設立された。馬文輝はその後、1954年には香港教師会の創設者でラ・サール書院校長であったブリガント・カシアン修道士による香港公民協会の設立に関わったが、この協会は市政局選挙ではより穏健な立場をとった。 馬が設立に関わった香港革新会と香港公民協会は、1980年代初頭に香港民主派が台頭するまで、香港政治における2つの主要な準野党組織であり続けた。
制度の枠外で政治に携わってきた馬文輝は1953年に国際連合香港協会（United Nations Association of Hong Kong）を結成し、この団体はより急進的で草の根的なアプローチをとった。同会の有名な活動として、毎週日曜日と水曜日の午後5時から香港大會堂8階の展示ホールで開催される「ハイドパーク講座」や「民意講座」がある。時事問題や政治、法律や哲学の問題から建築、文化、観光に至るまで、さまざまなテーマを扱うこの文化サロンは、ロンドンのハイドパークで開催された自由な討論会のスタイルを模範とすることを目的に、馬文輝による政治教育や世論結集の場として機能し、その後も活動を続けている。1961年、協会は大胆かつ進歩的な政治・社会改革計画書を発表した。その民主政治綱領には、人種や国籍に関係なく選挙権と公民権を要求すること、恐れのない言論の自由、民主政治について市民に知らせるための初等・中等教育の無償化、市政局を地区単位の選挙制議会に置き換えること、立法局を香港市民の投票に開放し、最終的に完全普通選挙による立法局を設置することなどが含まれていた。協会はまた、露天商や徙置区住民など社会的弱者を組織し、彼らの権利のために闘った。

## 香港の自治と独立を唱える
馬文輝が創設した国際連合香港協会の目的は「国際連合憲章」の掲げる人権、平等、自決、自由、民主等の原則を推進することであった。例えば、
- 1945年「国際連合憲章」第1条にある「人民の同権及び自決の原則の尊重」
- 「国際連合憲章」第十一章「非自治地域に関する宣言」第73条にある「人民がまだ完全に自治を行うに至っていない地域の施政を行う……国際連合加盟国は、この地域の住民の利益が至上のものであるという原則を承認し、且つ、この地域の住民の福祉を……最高度まで増進する義務並びにそのために次のことを行う義務を神聖な信託として受託する：

（子）関係人民の文化を充分に尊重して、この人民の政治的、経済的、社会的及び教育的進歩、公正な待遇並びに虐待からの保護を確保すること。
（丑）各地域及びその人民の特殊事情並びに人民の進歩の異なる段階に応じて、自治を発達させ、人民の政治的願望に妥当な考慮を払い、且つ、人民の自由な政治制度の斬新的発達について人民を援助すること。
- 1960年連合国総会第1514号決議における「植民地独立付与宣言」。
- 1966年の「市民的及び政治的権利に関する国際規約」

香港がリスト入りしている「非自治地域」の独立を求める声に応え、馬文輝が香港の未来に向けて展開した自治運動は、普遍的価値観を道徳的基盤としていた。香港人は香港で生まれ、香港で育ち、香港で死ぬべきであり、香港人に帰属する自治政府を樹立すべきであるという馬文輝の見解は、香港の政治史において初めての、地域意識とアイデンティティに関する独立した言説とみなされている。
1962年9月、連合国香港協会の「自治關注組」は国連本部に書簡を送り、国連の反植民地決議をフォローアップするために設置された「脱植民地化特別委員会（Special Committee on Decolonization）」の次回会合に代表を派遣する許可を要請した。1963年3月、当時共産国であったポーランド代表が国連が委員会でこの要請を検討することに反対し、参加は成功しなかった。

## 香港民主自治党と自治・独立の推進

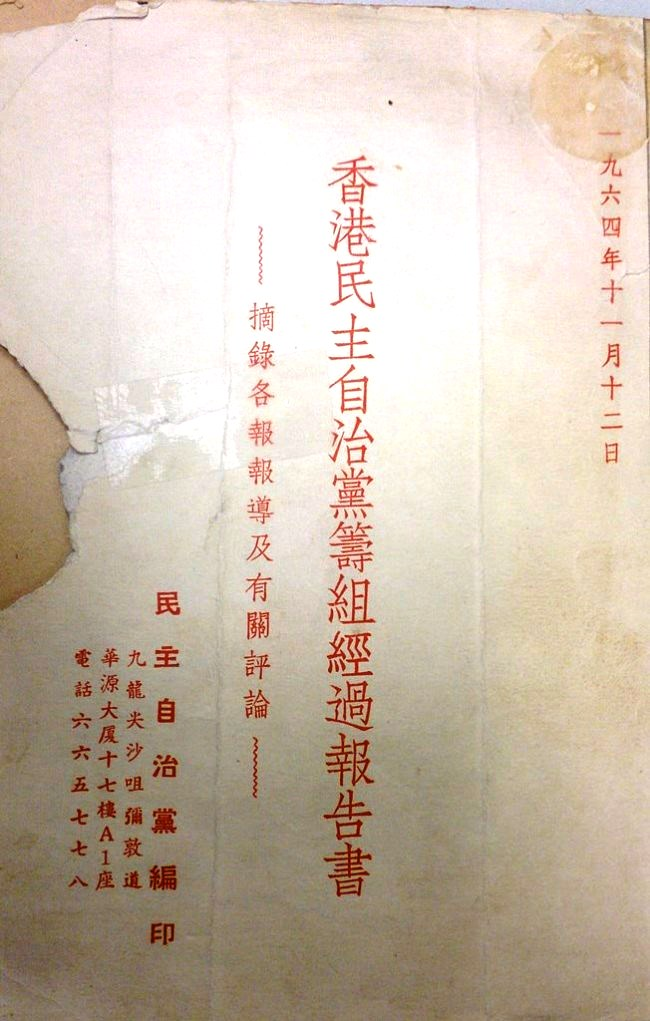
香港民主自治党の組織結成についての報告書

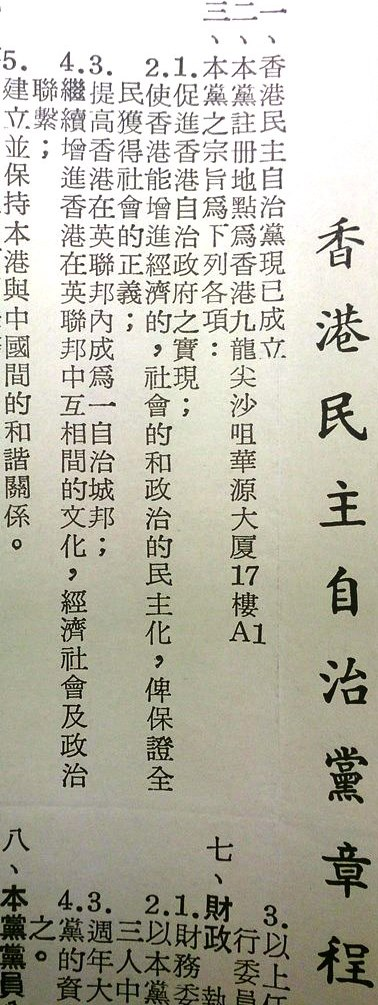
香港民主自治党綱領

1963年、馬文輝は連合国香港協会会員を基礎に、弁護士の鄧漢齊、張六師、中華民国国軍の元将軍で中国民主社会党の創始者の一人孫宝剛、香港政府の元公務員G.S.ケネディ＝スキプトン、P.A.ガス、教師のK.ホプキン＝ジェンキンスら多くの華人・西洋人とともに、香港史上初めて「政党」を称する「香港民主自治党（Hong Kong Democratic Self-Government Party）」を設立し、合法社団としての登録に成功した。この党は「香港における自治政府の実現を促進すること、香港がより大きな経済的、社会的、政治的民主化を達成し、すべての人に社会正義を保障できるようにすること、イギリス連邦内の自治都市国家としての香港の地位を高めること」を目的とし、党綱領には、国防と外交をイギリスに帰属させ、イギリス駐屯軍が香港を防衛すること、香港人は人民の、人民による、人民のためのその他のすべての権利を有すること、香港の内政は民主的に選出された香港議会の多数派政党により組織される議院内閣制の政府によって行われること、名誉職となった香港総督のポストは、香港の各閣僚の諮問の上、女王によって任命された香港人が務めるべきであること、なとが含まれていた。香港民主自治党は中国共産党の恐怖政治に反対し、イギリス植民地主義と中国共産党の共産主義はともに不平等で暴力的な体制であり、民主的な自治によって中国による香港の赤化に対抗し、国際舞台での現在の地位を維持することができ、また民主的な自治都市国家のみが貧富の差や不公平を改善することができると明言した。これは香港本位の政治姿勢や地域主義的な政治路線を示した時代の先駆けである。
香港の自治運動は、国連設立後に世界中で起こった反植民地運動や社会運動によって大いに後押しされた。 インドとパキスタン（1947年）、ビルマとスリランカ（1948年）、マラヤ（1957年）、キプロス（1960年）、シンガポール（1959年/63年/65年）、マルタ（1964年）、モルディブ（1965年）など、世界中の植民地が独立したことは、馬文輝を筆頭とする自治運動家たちの参考例となった。香港民主自治党はマルタのイギリスからの独立を例に挙げ、香港の人口はマルタの12倍以上であるにもかかわらず、自治の程度はマルタに大きく遅れをとっていると述べた。馬は、「我々の理想は、ガンディーのインドという成功例のように、理性によって達成することができる」と考えていた。
馬文輝はまた、国連協会副会長であったエルシー・トゥ市政局議員が1966年に英国を訪問し、英国政府に対して司法制度改革、財閥による富の独占の解決、立法局の民選議席設置を求めた際に、その支援資金を集めるための「壹圓運動」を発起した。彼女はエリザベス2世が議会演説中で「残された植民地の人々が、自由な選択によって独立または主権的地位を獲得することを支援する」と述べたことを利用して、イギリス政府が約束を守り、香港に自治権を与えるよう要求した。
馬文輝は1960年代、1970年代にはハイドパーク講座、真言堂、民主論壇講座などでしばしば反植民地主義・反独裁主義を訴える香港独立論および民主自治理念を発表しており、大学生も馬を招聘して大学で講演を行なっていたが、香港政庁は馬の活動に圧力を加えなかった。
保守党主席クリストファー・パッテンが1992年に香港総督として政治改革に乗り出し、香港を英国の民主な自治領に限りなく近づける改革を推し進めると、そのスタイルは馬文輝の賞賛を浴びた。馬文輝が世を去った1995年香港立法局選挙では、立法局の全ての議席が初めて選挙のみによって選ばれることになった。

## 影響
香港総督のマクレホースが1980年に発表した『地方行政モデルに関するグリーン・ペーパー（中国語: 地方行政模式綠皮書）』は再び政治改革の民主化を進める契機となり、1985年には馬文輝が闘い続けてきた立法会選挙がついに実現した。
イギリスは民主国家であり、香港の人々に民主的参政権を与える意志を持っていたため、馬が提唱した自治・独立の思想は、当時はあまり反響を呼び起こさず、ほとんど相手にされなかった。

## 著作
- 《民主論壇》（1990），香港：集興書店，馬文輝於1978~79年的演講筆錄（冼國池彙整）[1]。